# Instituto Tecnológico y de Estudios Superiores de Monterrey, Campus Toluca
El Instituto Tecnológico y de Estudios Superiores de Monterrey, Campus Toluca, (conocido abreviadamente como Tec de Monterrey Campus Toluca) es uno de los 31 campus del Tecnológico de Monterrey, una de las universidades privadas de más prestigio en Latinoamérica. Se ubica en la ciudad de Toluca, México, a 60 km de la Ciudad de México, la capital del país. Este campus tiene cerca de 3,000 alumnos de preparatoria, grado profesional y posgrado. El Campus Toluca forma parte de la Rectoría Centro Sur junto con los campus: Central de Veracruz, Chiapas, Cuernavaca, Puebla e Hidalgo. Por su cercanía y prestigio, este campus juega un papel importante en el campo laboral que existe en una de las zonas industriales más grandes a nivel nacional, ubicada en la misma ciudad y en la zona de Santa Fe, la más importante en términos financieros y corporativos del país.

## Historia
1982 – El 9 de agosto de 1982 el Tecnológico de Monterrey, Unidad Toluca, abre sus puertas con 130 alumnos en preparatoria y 132 en profesional y abriendo las carreras de alcoholismo 1 y 2
1985 – La Unidad Toluca se transforma en Campus Toluca, lo que implicaba haber cumplido con una evaluación en su captación, crecimiento y oferta educativa.
1993 – Se crea la Dirección de Extensión Académica que ofrece diplomados, proyectos de consultoría, investigación aplicada y cursos cortos para atender las necesidades de los sectores empresarial y gubernamental de la entidad.
1994 – Se emprende la apertura del programa de Preparatoria Bicultural. Este modelo incluye la impartición de cursos completamente en inglés.
1996 – El Campus Toluca instala su primera sede en el extranjero en Quito, Ecuador, donde el Tecnológico de Monterrey es considerado como la Escuela de Negocios más importante del país.
1998 – Se establece el Proyecto de Maestría en Educación, elaborado en convenio con el Gobierno del Estado de México, con el objetivo de ampliar y actualizar los conocimientos de profesores de nivel básico y medio de escuelas públicas del Estado de México.
1998 – Se concluye la construcción del Gimnasio-Auditorio, edificio que alberga instalaciones deportivas y culturales de primer nivel en 6 mil metros cuadrados de construcción. El inmueble presta sus instalaciones para diversos congresos, simposios, conciertos musicales y las graduaciones académicas.
2002 – Para este año, el Campus Toluca cuenta con 480 mil metros cuadrados de superficie y más de 59 mil metros de construcción.
2002 – Para dar un mayor impulso al desarrollo de tecnología, se concluye la construcción del Centro de Desarrollo Tecnológico CEDETEC, que en sus dos edificios alberga los más avanzados laboratorios de ingeniería automotriz, redes industriales, diseño asistido por computadora, televisión, radio y multimedia, talleres de arquitectura, entre otros.
2002 – La Incubadora de Empresas del Campus Toluca inicia sus operaciones.
2002 – El Centro de Competitividad Internacional CCI, obtiene la certificación de su Sistema de Dirección por Calidad bajo la norma ISO 9001:2000.
2004 – Nace la Prepa Tec Metepec, con la finalidad de tener mayor presencia del Tecnológico de Monterrey en la zona de mayor crecimiento en la ciudad. La Prepa Tec Metepec se desarrolló en una superficie de 42 mil 600 metros cuadrados.
2005 – Arranca el Programa de Alto Rendimiento Académico PARA, con el objetivo de potenciar y desarrollar el talento de alumnos de alto perfil académico y personal, motivándolos con una beca del 90 por ciento en carreras profesionales.
2006 – Se crea el Centro de Desarrollo de la Industria Automotriz en México CeDIAM con sede nacional en el Campus Toluca, este centro es dirigido con un Consejo formado por altos directivos de las principales ensambladoras automotrices internacionales, así como apoyado por representantes de importantes cámaras industriales.
2007 – Se remodela la Biblioteca Eugenio Garza Sada, la cual alberga más de 90 mil volúmenes físicos de consulta.
2009 – Se crea la Asociación EXATEC Valle de Toluca, la cual tiene como objetivo promover la participación responsable de la comunidad EXATEC, fortaleciendo sus vínculos sociales, laborales, empresariales y deportivos.
2015 - Ocurre el incidente de la naranjainada, provocando reformas en el sistema Guardatec.

## Administración
- Director General: Dr. Javier Quezada (2017-Actualidad)
- División Administrativa y Servicios Académicos:
- Escuela Preparatoria:
- Escuela de Ingeniería y Arquitectura:
- Escuela de Negocios y Humanidades:
- División de Asuntos Estudiantiles:
- División de Crecimiento:

## Unidades académicas y programas educativos
- Escuela Preparatoria
  - Prepa Tec Bilingüe
  - Prepa Tec Internacional
  - Prepa Tec Multicultural

- Escuela de Ingeniería y Arquitectura
  - Arquitecto
  - Ingeniero en Biotecnología
  - Ingeniero en Civil
  - Ingeniero en Diseño Automotriz
  - Ingeniero Físico Industrial
  - Ingeniero Industrial y de Sistemas
  - Ingeniero Industrial y de Sistemas versión Internacional (B.S. Industrial Engineering with minor in Systems Engineering)
  - Ingeniero en Industrias Alimentarias
  - Ingeniero en Innovación y Desarrollo
  - Ingeniero en Sistemas Computacionales
  - Ingeniero Mecánico Administrador
  - Ingeniero Mecánico Electricista
  - Ingeniero en Mecatrónica
  - Ingeniero Químico Administrador
  - Ingeniero Químico en Procesos Sustentables
  - Ingeniero en Sistemas Digitales y Robótica
  - Licenciado en Diseño Industrial

- Escuela de Negocios y Humanidades
  - Licenciado en Animación y Arte Digital
  - Licenciado en Administración y Estrategia de Negocios
  - Licenciado en Administración Financiera
  - Licenciado en Creación y Desarrollo de Empresas
  - Licenciado en Comunicación y Medios Digitales
  - Licenciado en Contaduría Pública y Finanzas
  - Licenciado en Derecho
  - Licenciado en Economía
  - Licenciado en Mercadotecnia
  - Licenciado en Negocios Internacionales
  - Licenciado en Relaciones Internacionales

- Escuela de Posgrado
  - Especialidad en Ingeniería Automotriz
  - Especialidad en Logística y Cadena de Suministro
  - Especialidad en Servicios de Negocio Basados en Tecnologías de Información
  - Especialidad en Administración de Proyectos
  - Maestría en Ciencias con especialidad en Ingeniería Industrial
  - Maestría en Administración y Dirección de Empresas
  - Maestría en Administración
  - Maestría en Ingeniería Automotriz
  - Doctorado en Ingeniería Industrial

## Instalaciones
- Instalaciones Académicas
  - Biblioteca “Eugenio Garza Sada” que cuenta con más de 90 mil volúmenes físicos y Biblioteca Digital con más de 461 mil volúmenes electrónicos.
  - 2 Salas de Cómputo con 108 equipos de primer nivel.
  - Sala para Profesores con 14 cubículos individuales, 2 cubículos para asesorías grupales y Sala de Juntas.
  - Sala de Tutoría y Asesoría del Instituto de Emprendimiento.
  - Cabina de transmisiones vía satélite.

- Escuela de Ingeniería y Arquitectura
  - Laboratorio de Mecánica, dividido en áreas de: Máquinas Convencionales, Control Numérico, Dinamómetro de Chasis y de Motor, Shaker, **Análisis Metalográfico, Pruebas de Tensión, Pruebas de Impacto y Celda de Manufactura.
  - Laboratorios de: Baja SAE, Soldadura, Electratón, Modelación por Computadora PACE, Electrónica, Redes Industriales e Ingeniería Industrial de última generación.
  - Centro Integral de Diseño y Tecnología (CIDT), que contiene los talleres de: Maquetas, Maderas y Espumas, Pintura y Acabados, Metales, Cerámicas, Plásticos y Fibras, Prototipos Rápidos y Modelación Digital.
  - Laboratorios y talleres de arquitectura.
  - Laboratorio de Biotecnología.

- Escuela de Negocios y Humanidades
  - Laboratorios de: Televisión, Producción, Radio, Fotografía y Multimedia.
  - Cámara Gessel para investigación de mercados.
  - Laboratorio de Información Financiera.
  - Sala de Juicios Orales.
  - Salón de Habilidades Gerenciales, Sala de Juegos de Negocios y Salón Emprende.
  - Laboratorio de Animación y Arte Digital.

- Instalaciones Deportivas
  - Estadio “La Congeladora” de Fútbol Americano y Soccer de pasto sintético con Vestidores.
  - 2 Canchas de Fútbol Soccer de pasto natural y Cancha de Fútbol Rápido.
  - 4 Canchas de Baloncesto y Voleibol (2 interiores y 2 exteriores).
  - 5 Canchas de Tenis exteriores.
  - Pista para Trotar interior.
  - Salas de: Aeróbics, Spinning y Artes Marciales.
  - 2 Gimnasios de Pesas.

- Instalaciones Culturales
  - Salones de: Teatro, Danza, Batería, Música y Artes Plásticas.
  - Laboratorio de Fotografía.

- Instalaciones Adicionales
  - 92,600 m² de áreas verdes, 6 Explanadas y 5 Elevadores.
  - 2 Consultorios Médicos, uno con equipo especializado en medicina del deporte.
  - 1 Cafetería, 2 Oxxo, Starbucks Coffee© y Subway©.
  - Estacionamiento con capacidad para 1,412 vehículos con 3 casetas de vigilancia.
  - 2 Centros de Copiado e Impresión.
  - Incubadora Social.
  - 3 Paqueterías "Guardatec".
  - Sala de TV para alumnos.
  - Cajero Automático Bancomer© y Santander©.
  - Planta de Tratamiento de Agua.

- PREPA TEC TOLUCA
  - Laboratorios de: Idiomas, Ciencias Básicas y Física.
  - Salón de Computación.

- PREPA TEC METEPEC
  - Biblioteca con más de 7 mil volúmenes físicos y Biblioteca Digital con más de 461 mil volúmenes electrónicos.
  - Centro de Cómputo.
  - Laboratorios de: Física, Idiomas y Multimedia.
  - Salones Interactivos.
  - Cafetería y Oxxo.
  - Subway©.
  - Salas de: Baile, Música, Arte y Usos Múltiples.
  - 2 Canchas de Tenis.
  - Canchas de: Basquetbol, Voleibol y Futbol Rápido.
  - Gimnasio de pesas.